# Settore primario

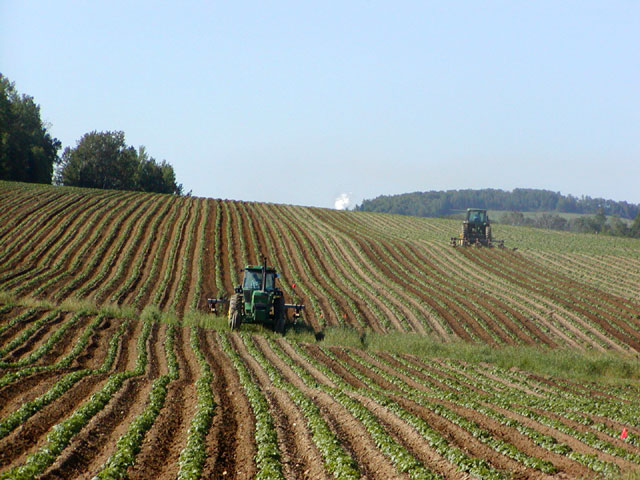
Agricoltura

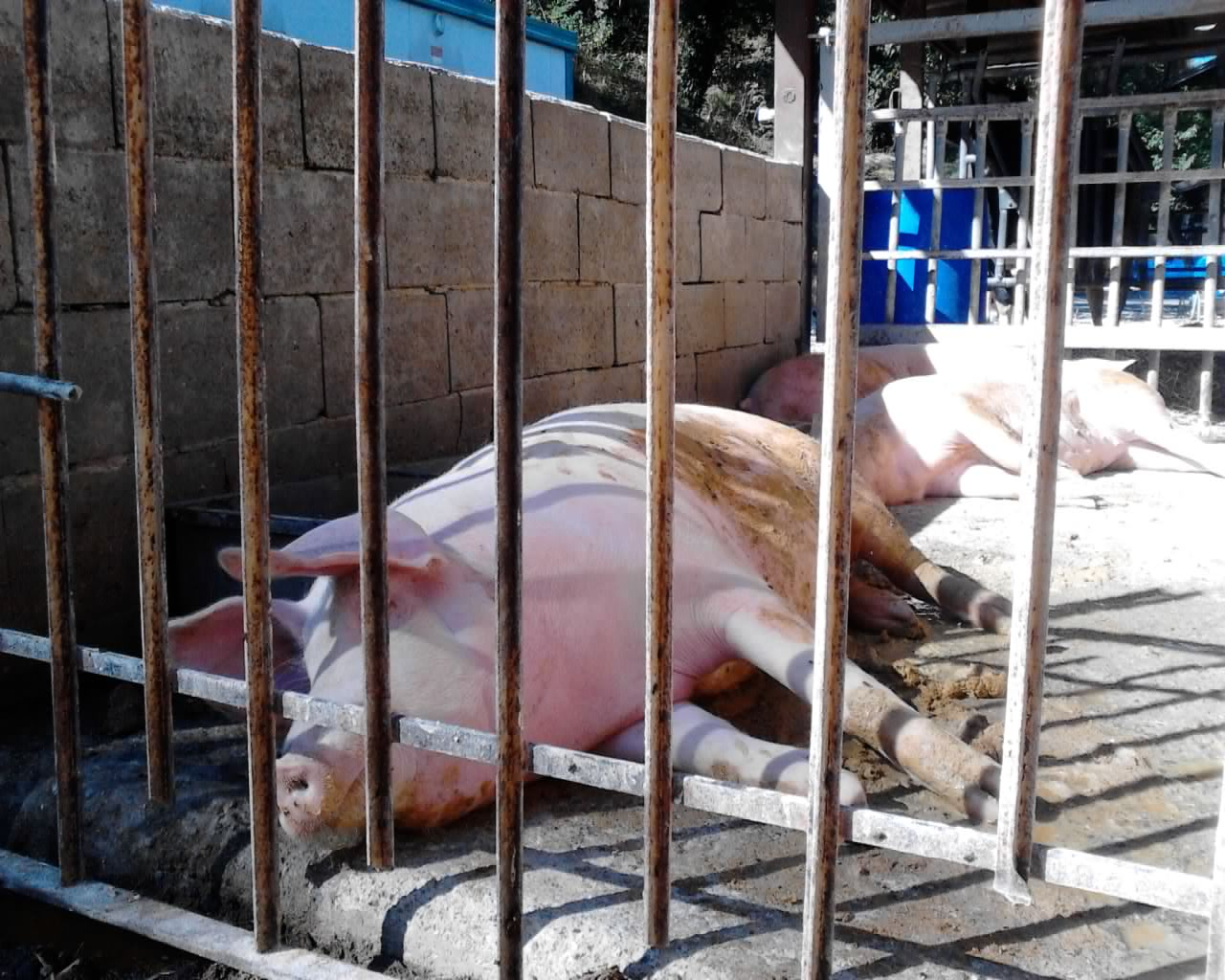
Allevamento

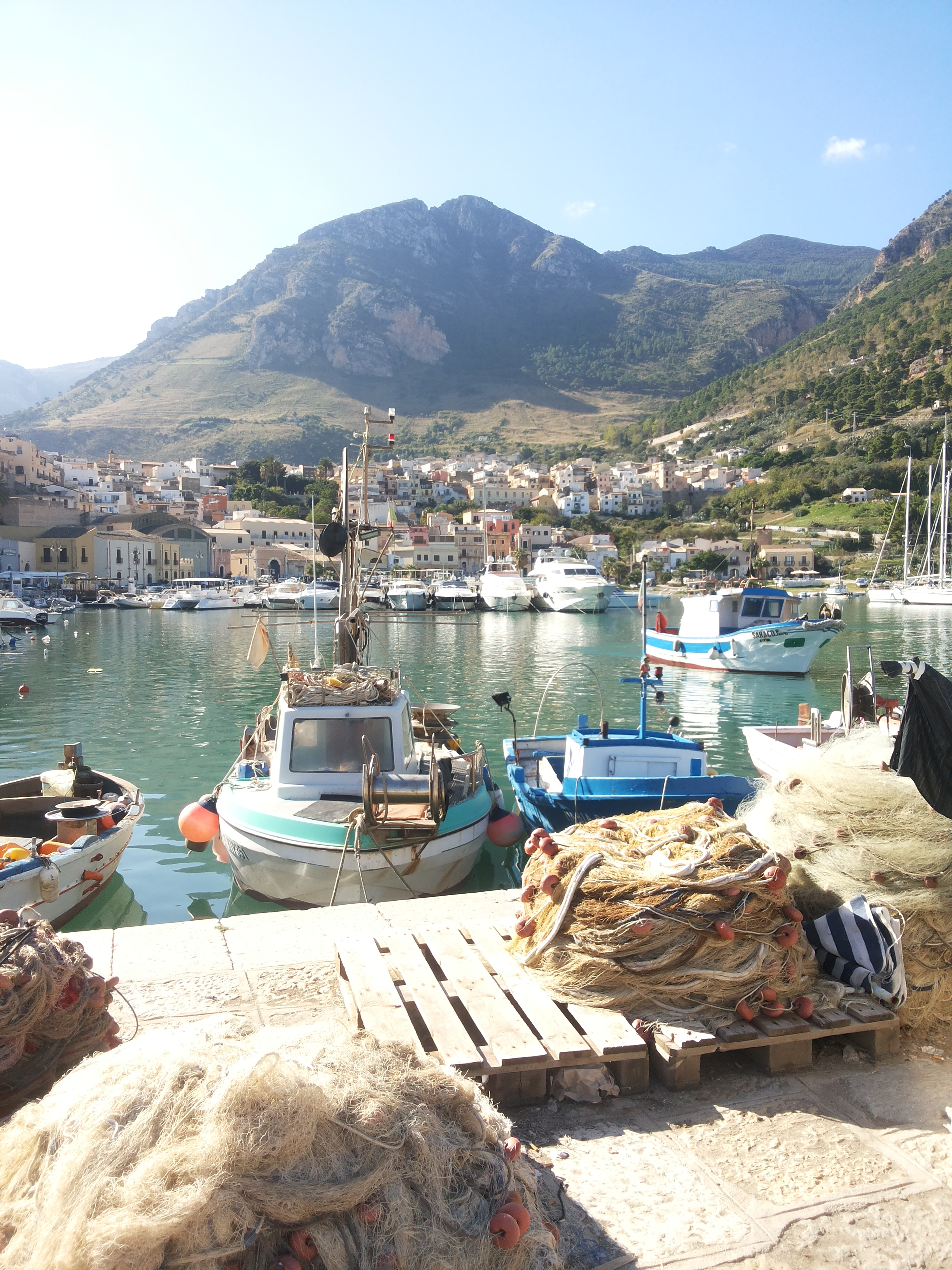
Pesca

In economia il settore primario è il settore economico che raggruppa tutte le attività legate allo sfruttamento delle risorse naturali o materie prime basilari per la vita degli esseri umani: agricoltura, pesca, allevamento, pastorizia, silvicoltura (ossia lo sfruttamento delle risorse forestali) e attività mineraria.
Si tratta dunque di un settore molto importante per l'uomo, riguardante attività che concernono i bisogni primari di sopravvivenza dell'individuo e pertanto sono storicamente le prime attività economiche poste in essere dall'uomo già dall'antichità. Di essa si occupa il ramo della politica economica nota come politica agraria ed è studiata dall'economia e politica agraria.
Secondo la legge dei tre settori, nelle economie meno progredite il settore primario occupa gran parte della forza lavoro, che si sposta poi successivamente e progressivamente verso i settori secondario e terziario al progredire della società stessa.
In Italia il settore primario occupa attualmente circa il 4% della popolazione attiva.

## Produzione agricola

Produzione agricola nel periodo 1970-2021
.